# Microdalyellia brevispina
Microdalyellia brevispina är en plattmaskart som först beskrevs av Nils von Hofsten 1911.
Microdalyellia brevispina ingår i släktet Microdalyellia och familjen Dalyelliidae. Arten är reproducerande i Sverige. En ofullständig beskrivning publicerade Hofsten redan 1907.